# Drymocallis calycina
Drymocallis calycina är en rosväxtart som först beskrevs av Pierre Edmond Boissier och Bal., och fick sitt nu gällande namn av J. Soják. Drymocallis calycina ingår i släktet trollsmultronsläktet, och familjen rosväxter. Inga underarter finns listade i Catalogue of Life.